# 洛巴赫河 (埃斯希巴赫河支流)
51°9′18.8″N 7°9′36.4″E / 51.155222°N 7.160111°E
洛巴赫河（德語：Lobach），是德國的河流，位於該國西部，處於北萊茵-威斯特法倫州，屬於埃施河的右支流，流經雷姆沙伊德，河道全長4.3公里，流域面積8.4平方公里。